# Sääksjärvi
Sääksjärvi este un lac în Kokemäki, Satakunta, vestul Finlandei, la est de orașul Pori. Lacul este notabil deoarece este suprapus cu un crater de impact meteoritic.

## Date generale
Lacul are o suprafață de 33,18 km² și luciul apei este situat la aproximativ 49 m altitudine.
Craterul este de 6 kilometri în diametru și este complet îngropat sub lac, nefiind vizibil la suprafață. Vârsta structurii de impact este estimată la aproximativ 543 ± 12 milioane de ani, la granița dintre perioadele geologice Ediacaran și Cambrian. Există roci impactite, în regiunea de sud-vest de crater, care confirmă originea extraterestră. La momentul descoperirii sale, doar un singur crater de impact (Lacul Lappajärvi) era cunoscut în Finlanda.

## Referințe

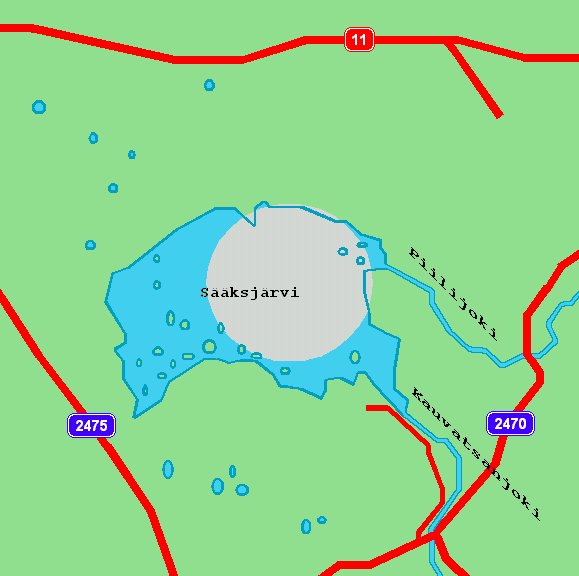
Lacul Sääksjärvi cu craterul de impact (craterul este gri în imagine)